# Rebecca Romijn

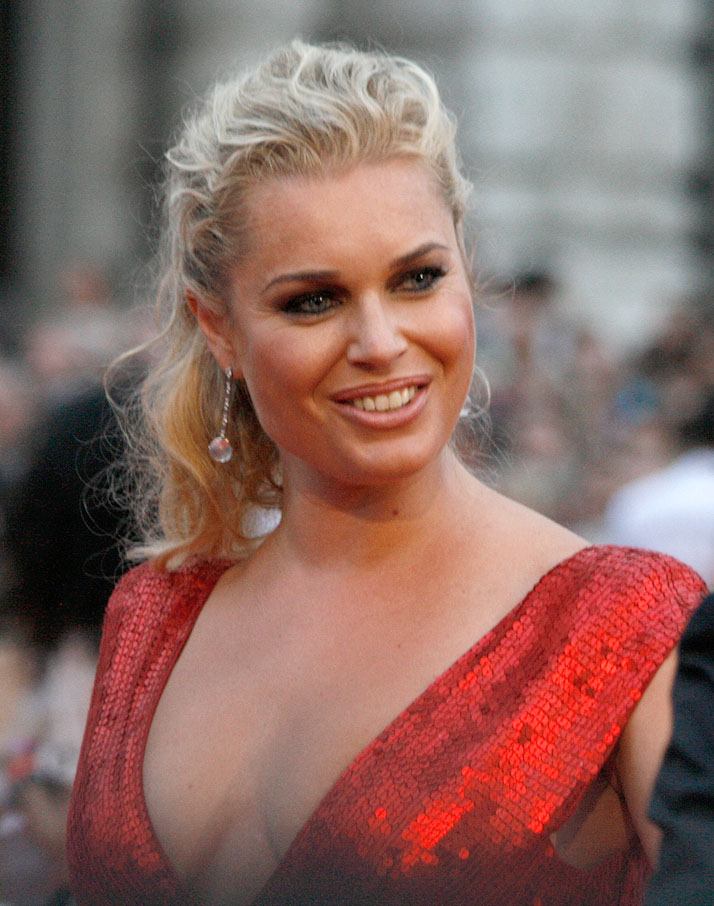
Rebecca Romijn v roce 2010

Rebecca Alie Romijn (* 6. listopadu 1972 Berkeley, Kalifornie, USA) je americká herečka a bývalá modelka s nizozemskými kořeny. Známou se stala díky rolím Mystique v sérii filmů X-Men a Alexis Meadové v seriálu Ošklivka Betty.

## Biografie

### Osobní život
Narodila se v kalifornském Berkeley do rodiny učitelky angličtiny a autorky Elizabeth Romijnové, rozené Kuizenga, a Jaapa Romijna, který pracoval jako výrobce nábytku. Otec se narodil v nizozemském Barneveldu a matka je představitelkou třetí generace nizozemských Američanů. Rodiče se poznali v Nizozemsku na výměnném školním programu.
Její děd Henry B. Kuizenga působil jako presbyteriánský duchovní a seminaristický učitel. Řada zdrojů uvádí, že měla díky své výšce 180 centimetrů přezdívku „Jolly Blonde Giant“ (Velká veselá blondýna), ovšem herečka to přijímá s humorem. Během vysokoškolských studií hudby (zpěvu) na Kalifornské univerzitě v Santa Cruz začala pracovat jako modelka a přes dva roky strávila v Paříži.

### Modeling
Modelingovou kariéru zahájila v roce 1991. Mezi jinými kontrakty pracovala pro Sports Illustrated Swimsuit Issue, Victoria's Secret, americkou maloobchodní síť bebe, Miller Lite či italský oděvní dům Blufin, spolu s Claudií Schifferovou, Kate Mossovou, Naomi Campbellovou, Lindou Evangelista nebo Cindy Crawfordovou. V letech 1998–2000 uváděla na stanici MTV pořad ze světa modelek House of Style. Několikrát ji různá periodika, jako Maxim (2003–2007), AskMen.com (2001–2003, 2005–2006) a FHM (2000–2005), zařadila do každoročních žebříčků nejkrásnějších žen.

### Osobní život
V akademickém roce 1990–1991 navštěvovala Kalifornskou univerzitu v Santa Cruz. Po prvním ročníku univerzitu opustila kvůli modelingu.
Dne 19. září 1998 se provdala za herce Johna Stamose. Během manželství používala jak v osobním, tak profesionálním životě jméno Rebecca Romijn-Stamos. Pár oznámil rozchod 12. dubna 2004 a k rozvodu došlo 1. března 2005. Následně se vrátila k rodnému příjmení.
Po natočení snímku Femme Fatale se v dubnu 2002 módní časopis Elle zeptal, zdali ji film přinesl nějaké nové myšlenky ve věcech sexuality. Odpověděla: „Víte, krátce po dvacítce jsem si nebyla jistá, jestli bych mohla mít něco i se ženou, a abych tak řekla, prostě … jsem to doma zkusila. [úsměv] Zjistila jsem, že jsem zcela hetero.“
Dne 19. září 2005 oznámila zasnoubení s hercem Jerrym O'Connellem. Svatba proběhla 14. července 2007 na jihokalifornském ranči. Dne 28. prosince 2008 pak přivedla na svět dvojčata Dolly Rebeccu Rose a Charlie Tamaru Tulipu. Jméno Dolly je inspirováno zpěvačkou Dolly Parton a Charlie jejím bratrem.

## Filmografie
| Film      | Film                                       | Film                       | Film |
| Rok       | Film                                       | Role                       | Poznámka |
| --------- | ------------------------------------------ | -------------------------- | --- |
| 1998      | Špinavá práce                              | Bearded Lady               | |
| 1999      | Austin Powers: Špion, který mě vojel       | sama sebe                  | |
| 2000      | X-Men                                      | Mystique / Raven Darkholme | * Vítězka ceny pro nejlepší herečku ve vedlejší roli – Blockbuster Entertainment Award * Vítězka ceny pro nejlepší herečku ve vedlejší roli – cena Saturn |
| 2002      | Femme Fatale                               | Laure Ash / Lily           | |
| 2002      | S1m0ne                                     | Faith                      | nepotvrzeno |
| 2002      | Rollerball                                 | Aurora                     | Nominace na nejhorší herečku – Zlatá malina |
| 2003      | X-Men 2                                    | Mystique / Raven Darkholme | |
| 2004      | Kat                                        | Joan                       | |
| 2004      | Godsend                                    | Jessie Duncan              | |
| 2006      | X-Men: Poslední vzdor                      | Mystique / Raven Darkholme | |
| 2006      | Světák                                     | Nina Giamoro               | |
| 2006      | Alibi                                      | Lola Davis                 | |
| 2008      | Lake City                                  | Jennifer                   | |
| 2010      | Vlastní cestou                             | Belinda                    | |
| 2011      | Possessing Piper Rose                      | Joanna                     | |
| 2011      | X-Men: První třída                         | Raven Darkholme/Mystique   | cameo |
| 2012      | Good Deeds                                 | Heidi                      | |
| 2012      | The Producers                              | Ulla                       | |
| 2014      | Phantom Halo                               | slečna Rose                | |
| 2015      | Larry Gaye: Renegade Male Flight Attendant | Sally                      | |
| 2018      | The Death of Superman                      | Lois Lane (hlas)           | |
| 2018      | The Swinging Lanterns Stories              | Malia                      | |
| 2019      | Batman: Hush                               | Lois Lane (hlas)           | |
| 2019      | Reign of the Supermen                      | Lois Lane (hlas)           | |
| 2019      | Satanic Panic                              | Danica Ross                | |
| 2020      | Justice League Dark: Apokolips War         | Lois Lane (hlas)           | |
| Televize  |                                            |                            | |
| Rok       | Název                                      | Role                       | Poznámka |
| 1997      | Přátelé                                    | Cheryl                     | díl: „Nepořádnice“ |
| 1998–2000 | House of Style                             | sama sebe                  | |
| 1999      | Hugh Hefner - skutečný příběh              | Kimberly Hefner            | TV film |
| 1999–2000 | Třeba mě sežer                             | Adrienne Barker            | vedlejší role, 8 dílů |
| 2000      | Jack & Jill                                | Paris Everett              | díl: „Starstruck“ |
| 2002      | MADtv                                      | sama sebe                  | díl: „7.14“ |
| 2006      | Pepper Dennis                              | Pepper Dennis              | hlavní role, 13 dílů, také producentka |
| 2007–2008 | Ošklivka Betty                             | Alexis Meade               | vedlejší role, 33 dílů |
| 2007      | Drawn Together                             | Charlotte                  | díl: „Charlotte's Web of Lies“ |
| 2007      | Carpoolers                                 | Joannifer                  | díl: „A Divorce to Remember“ |
| 2009–2010 | Městečko Eastwick                          | Roxanne Torcoletti         | hlavní role, 13 dílů |
| 2011-     | NTSF:SD:SUV                                | Jessie Nichols             | hlavní role, 17 dílů |
| 2011      | Special Agent Oso                          | Miss Garcia                | díl: „Lost and Get Found“ |
| 2011      | Chuck                                      | agentka Robin Cunnings     | díl: „Chuck a rodinné prokletí “ |
| 2011      | Cleveland show                             | mluvčí/absolventka         | díl: „Cool táta“ |
| 2011      | Adopce smrti                               | Joanna Maxwell             | TV film |
| 2013      | Žhavá láska II.                            | Katie                      | 2 díly |
| 2013      | King a Maxwellová                          | Michelle Maxwell           | hlavní role, 10 dílů |
| 2014      | The Pro                                    | Margot                     | TV film |
| 2014      | Skin Wars                                  | sama sebe                  | 28 dílů |
| 2014–2018 | Knihovníci                                 | Eve Baird                  | hlavní role, 42 dílů |
| 2015      | Key and Peele                              | pirátská kapitánka         | díl: „Y'all Ready for This?“ |
| 2015      | Čas na dobrodružství                       | císařovna (hlas)           | 2 díly |
| 2015      | RuPaul's Drag Race                         | sama sebe                  | díl: „Hello, Kitty Girls!“ |
| 2017      | Love Locks                                 | Lindsey Wilson             | TV film |
| 2018      | Carter                                     | Cassidy Lenox              | díl: „The Ring“ |
| 2019      | Star Trek: Discovery                       | Una Chin-Riley / Jednička  | 3 díly |
| 2019      | Star Trek: Short Treks                     | Una Chin-Riley / Jednička  | 2 díly |
| 2020      | Curb Your Enthusiasm                       | Penelope                   | díl: „The Surprise Party“ |
| 2022      | Star Trek: Strange New Worlds              | Una Chin-Riley / Jednička  | první důstojník Enterprise a druhý nejvyšší velitel |